# Hometown (Illinois)
Pour l’article homonyme, voir Hometown (Virginie-Occidentale).
Hometown est une ville située dans le comté de Cook en proche banlieue de Chicago dans l'État de l'Illinois aux États-Unis.